# Eterek
Radiowy Teatrzyk „Eterek” – cykliczne satyryczne słuchowisko radiowe autorstwa Jeremiego Przybory, tworzone przez niego w latach 1948–1956.
Współautorem pierwszych trzech odcinków był Antoni Marianowicz, a reżyserem pierwszych dwóch – Kazimierz Wajda. Późniejsze odcinki realizował samodzielnie Jeremi Przybora. Kompozytorem piosenek do teatrzyku był Jerzy Wasowski. Spotkanie autora i kompozytora zaowocowało kilka lat później słynnym Kabaretem Starszych Panów.
Pierwszy „Eterek” został nadany 17 sierpnia 1948 o godzinie 19.45 w Programie II Polskiego Radia i trwał 25 minut, następny w niedzielę 17 października 1948 o godzinie 19.00 już w I Programie PR. Po pierwszych pięciu odcinkach nastąpiła prawie półroczna przerwa: szósty odcinek nadano 7 maja 1949. Ostatni odcinek, Dramatyczny koncert życzeń, nagrano 24 marca 1956.
W dziesiątą rocznicę „Eterka”, 10 sierpnia 1958, wyemitowano "powtórkę" Słynnych powiedzonek. 16 czerwca 1978 nadano jeszcze jeden odcinek, pod prawdopodobnym tytułem W rannych pantoflach.
Teksty trzynastu wieczorów „Eterka” ukazały się w roku 1957 w wydaniu książkowym.

## Wiodące postacie teatrzyku
- Profesor Pęduszko – Adam Mularczyk
- Wdowa Eufemia – Irena Kwiatkowska
- Mundzio – Tadeusz Fijewski

oraz:
- Gwidon – Jerzy Bielenia
- Benia – Benigna Sojecka

W kolejnych premierach teatru występowało też wielu innych aktorów w epizodycznych postaciach: Andrzej Bogucki, Feliks Chmurkowski, Wacław Jankowski, Stefania Jarkowska, Janina Munclingerowa, Tadeusz Olsza, Danuta Wodyńska i Wiera Gran.

## Tytuły pierwszych odcinków
1. 17 sierpnia 1948: Słynne powiedzonka[1]
2. 17 października 1948: Czerwony kapturek[1], cz. 1.
3. 24 października 1948: Czerwony kapturek[1], cz. 2.
4. 14 listopada 1948: Kłopoty mieszkaniowe[1]
5. 12 grudnia 1948: Eterek nr 5[1]

## Dalszy ciąg nastąpi
Półtora roku po nagraniu ostatniego odcinka Jeremi Przybora i Jerzy Wasowski rozpoczęli pracę nad cyklem dwudziestu sześciu audycji zatytułowanych Dalszy ciąg nastąpi. Są one uważane za kontynuację Radiowego Teatrzyku „Eterek”. Pierwszy odcinek nagrano 25 września 1957, ostatni – 10 listopada 1958.